# Falmarksträsket
Falmarksträsket är en sjö i Skellefteå kommun i Västerbotten och ingår i Bureälvens huvudavrinningsområde. Sjön har en area på 6,5 kvadratkilometer och ligger 38 meter över havet. Sjön avvattnas av vattendraget Bureälven.

## Delavrinningsområde
Falmarksträsket ingår i det delavrinningsområde (717896-174800) som SMHI kallar för Utloppet av Falmarksträsket. Medelhöjden är 50 meter över havet och ytan är 28,83 kvadratkilometer. Räknas de 107 avrinningsområdena uppströms in blir den ackumulerade arean 991,97 kvadratkilometer. Avrinningsområdets utflöde Bureälven mynnar i havet. Avrinningsområdet består mestadels av skog (43 procent), öppen mark (13 procent) och jordbruk (14 procent). Avrinningsområdet har 6,49 kvadratkilometer vattenytor vilket ger det en sjöprocent på 22,5 procent.